# SANKEI EXPRESS NEWS
SANKEI EXPRESS NEWS（サンケイ エクスプレス　ニュース）は、2007年10月から2012年(?)までラジオ大阪で放送されていたニュース番組である。

## 概要
ラジオ大阪では従来、産経新聞ニュースとして各番組内にニュースコーナーを設けていた。2007年秋の改編で｢時計の代わり｣として利用してもらおうという考えで、毎時0分にニュース・天気予報・交通情報を編成。その際に従来から放送されていた産経新聞ニュースから、産経新聞社がタブロイド判朝刊として首都圏と京阪神地域限定販売していた「SANKEI EXPRESS」にちなんで改題して誕生したのが当番組である。土・日曜は正時放送ではなく、従来どおり｢産経新聞ニュース｣として放送される。ただし、土曜17時台は｢SANKEI EXPRESS NEWS｣として放送される。
16時は「夕刊フジ最終便」を放送する。夕刊フジのデスクと電話を繋ぎ、最終版の記事から一部を紹介するというもの。祝日は休止。コーナーの最後に「夕刊フジは、1部130円。駅売店・コンビニエンスストアでお求め下さい。」のアナウンスで締める。
2010年6月改編より放送時間が変更となり、一部の時間帯で正時放送ではなくなった。
2011年2月改編により16時台も放送され、｢夕刊フジ最終便｣は終了した。
しかし2012年ごろの改編によりニュース枠は、｢産経新聞ニュース｣に戻され、「SANKEI EXPRESS」自体も2016年3月31日付け発行の朝刊を最後として休刊（事実上の廃刊）となってしまった。

## 放送日･時間
| 08:00 | ニュース・天気予報・交通情報         |
| 09:00 | ニュース・天気予報・交通情報         |
| 10:00 | ニュース・アメダス天気予報・交通情報 |
| 11:00 | ニュース・天気予報・交通情報         |
| 13:00 | ニュース・天気予報・交通情報         |
| 14:00 | ニュース・アメダス天気予報・交通情報 |
| 15:00 | ニュース・天気予報・交通情報         |
| 16:00 | ニュース・アメダス天気予報・交通情報 |
| 19:00 | ニュース天気予報                     |

- 毎週月-金曜　8:00-19:00の毎時00分(ただし、12:00と17:00は除く)
- 月曜-木曜の18:00台は18:03から放送されたが、2010年10月の改編で廃止(金曜18:00台も同様)となった。
- 以前は平日6時台と20時台も放送していた。

## 平日11:00-19:00のキャスター･放送日
- 水野清文　　月･水･金曜 11:00-16:00
- 池田淳子　　火･木曜11:00-16:00
- 小川真由　　月-木曜 19:00

## 平日8時-10時、金曜19時、週末午前中のニュース
- 蔵田弘幸（MC企画所属のフリーアナウンサー）
- 上沢貢士（同上）
- 原田雅行（同上）

## 週末昼-夕方のキャスター
- 坂下和也（昭和プロダクション所属のフリーアナウンサー）

## 過去のキャスター
- 中西ふみ子 木曜9:00-15:00
- 梅田淳 月-金8:00
- 松本恵治 月-木19:00
- 和田麻実子 火曜9:00-15:00
- 松本雅子 火曜9:00-15:00

## スポンサー
| 08:00 | ハクゾウメディカル                                                     |
| 09:00 | NEXCO西日本（交通情報）                                                |
| 10:00 | 福屋工務店（月-水）                                                    |
| 11:00 | ジョージア（交通情報）（月・水・金）、大阪府エルピーガス協会（火・木） |
| 13:00 | 南海電気鉄道（月、水、金）関西電力（火・木）（天気予報）               |
| 14:00 | なし                                                                   |
| 15:00 | コノエグループ（月・水・金のみ）                                       |
| 16:00 | なし                                                                   |
| 19:00 | なし                                                                   |